# ساندرا مورغان
ساندرا ان مورغان  (بالإنجليزية: Sandra Morgan)(ولدت في السادس من شهر يونيو عام 1942) معروفة أيضا باسمها بعد الزواج ب ساندرا بيفيز, هي رياضيه أسترالية سابقة، متخصصة في السباحة الحرة.
والتي فازت في الميدالية الذهبية في الألعاب الأولمبية الصيفية 1956 في ملبورن، عندما كان عمرها 14 سنين و 6 أشهر كانت ساندرا آن مورغان الأسترالية الأصغر سناً التي تفوز في الميدالية الذهبية، لم يقم أي أحد بكسر رقمها القياسي حتى اليوم، بدأت ساندرا آن مورغان تدريبها القاسي في بداية عام 1956 وفازت بمسابقة التأهيل وكما فازت بسباق الحر لل 400 متر، فوز مورغان في الربع الأخير للسباق رفع بعض جدال لأنها كانت من دون خبرة وأتهموها بأنها كانت تنطلق قبل الصفارة.
خلال النهائي، قامت برفع رأسها فوق سطح الماء لتلمح منافسها الأمريكي أمامها والذي دفعها أكثر من الثلث الأخير من السباق بالدفع أكثر لنيل بالمركز الأول.

## بداية حياتها
كانت ساندرا آن مورغان قد ولدت في نيوساوث ويلز في تامورث، قبل أن تنتقل إلى بونتشبوول، في أحد الضواحي غرب مدينة سيدني.

كانت مورغان الطفلة الأكبر من بين أربعه أطفال، هم أختان واخ واحد، والدها بارينغتون، الذي كان سمكرياً، كان لديه الموهبة في السباحة أيضا في طفولته، ولكن قلة الوسائل في ريف أستراليا قلصت فرصة في بناء مهنه من ذلك، ولذلك هو داعم كبير لأبنته ساندرا عندما أًصبحت البطلة الوطنية في هذا المجال، صرحت مورغان: «أبي كان الدافع والأمل الوحيد لي، لم أتمم طموحة فقط، ولكني تجاوزته بكوني البطلة الوطنية».

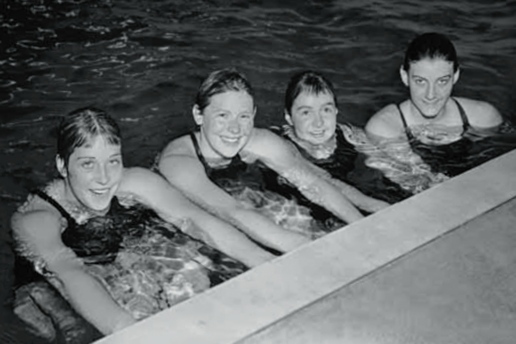
1956 الفريق الاسترالي للسباحة الحرة, ساندرا مورغان اقصى اليمين

## روابط خارجية
- ساندرا مورغان على موقع الاتحاد الدولي للسباحة (الإنجليزية)
- ساندرا مورغان على موقع أوليمبيديا (الإنجليزية)
- ساندرا مورغان على موقع اللجنة الأولمبية الأسترالية (الإنجليزية)
- ساندرا مورغان على موقع اتحاد ألعاب الكومنولث (مؤرشف) (الإنجليزية)